# Ayguesvives
Ayguesvives (okzitanisch: Aigas Vivas) ist eine französische Gemeinde mit 2807 Einwohnern (Stand: 1. Januar 2022) im Département Haute-Garonne in der Region Okzitanien (zuvor Midi-Pyrénées). Sie gehört zum Arrondissement Toulouse und zum Kanton Escalquens. Die Einwohner werden Ayguesvivois(es) genannt.

## Geographie
Die Gemeinde Ayguesvives liegt am Hers, etwa 22 Kilometer südöstlich von Toulouse in der Landschaft Lauragais. Der Canal du Midi führt durch den nordöstlichen Teil der Gemeinde. Umgeben wird Ayguesvives von den Nachbargemeinden Baziège im Norden und Nordosten, Montesquieu-Lauragais im Osten, Nailloux im Süden, Saint-Léon im Südwesten sowie Montgiscard im Westen und  Nordwesten.
Durch die Gemeinde führen die Autoroute A61 und die frühere Route nationale 113 (heutige D813).

## Bevölkerungsentwicklung
| Jahr                       | 1962 | 1968 | 1975 | 1982 | 1990 | 1999 | 2006 | 2011 | 2020 |
| Einwohner                  | 515  | 876  | 1218 | 1261 | 1523 | 1815 | 2143 | 2426 | 2721 |
| Quellen: Cassini und INSEE |      |      |      |      |      |      |      |      |      |

## Sehenswürdigkeiten
- gotische Kirche Saint-Loup, in regionaltypischer Bauweise errichtet
- Schloss Ayguesvives aus dem 18. Jahrhundert, heutiges Rathaus
- römischer Meilenstein
- Schleusen
- Kanalbrücke

Siehe auch: Liste der Monuments historiques in Ayguesvives

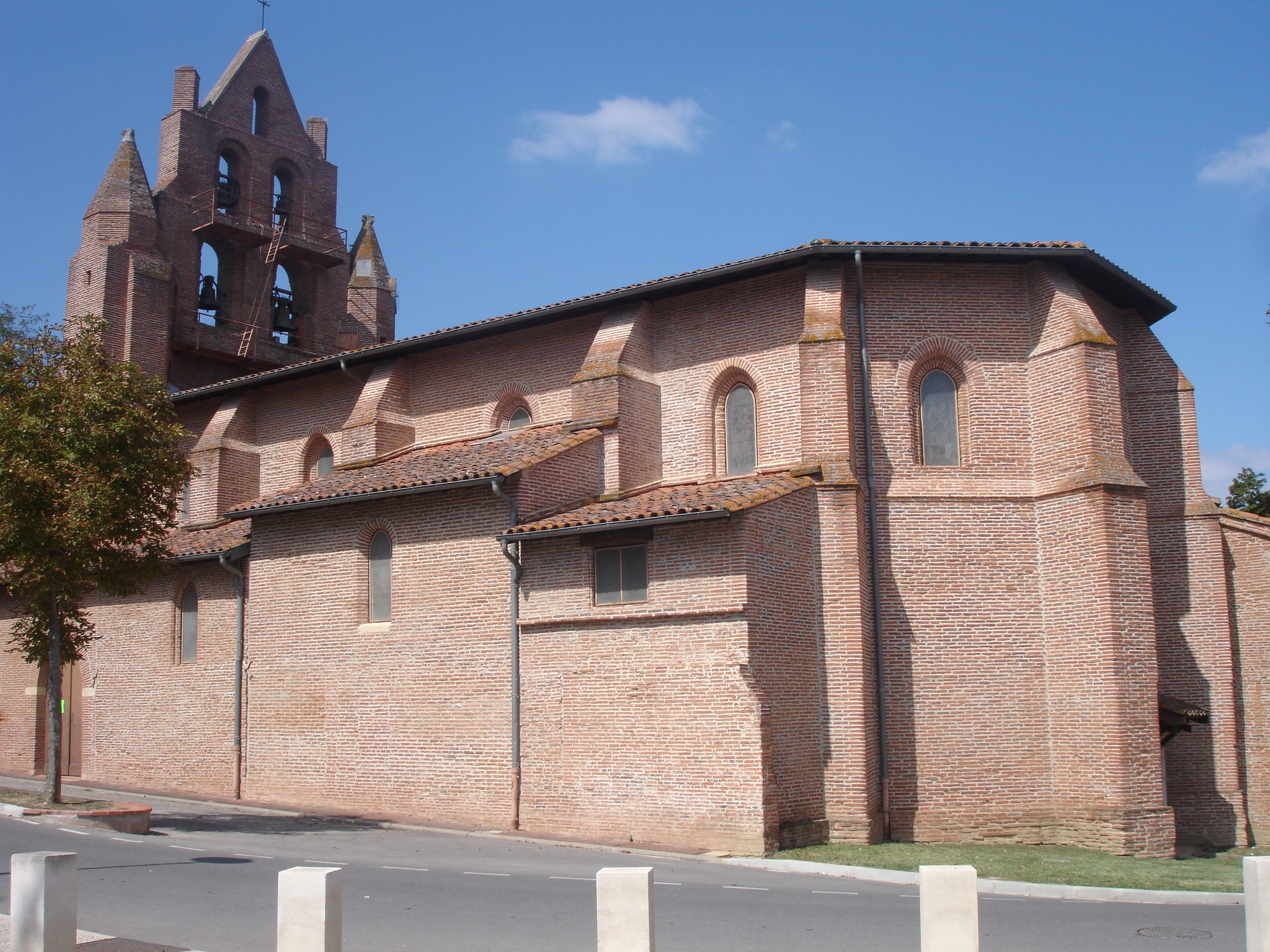
Kirche Saint-Loup
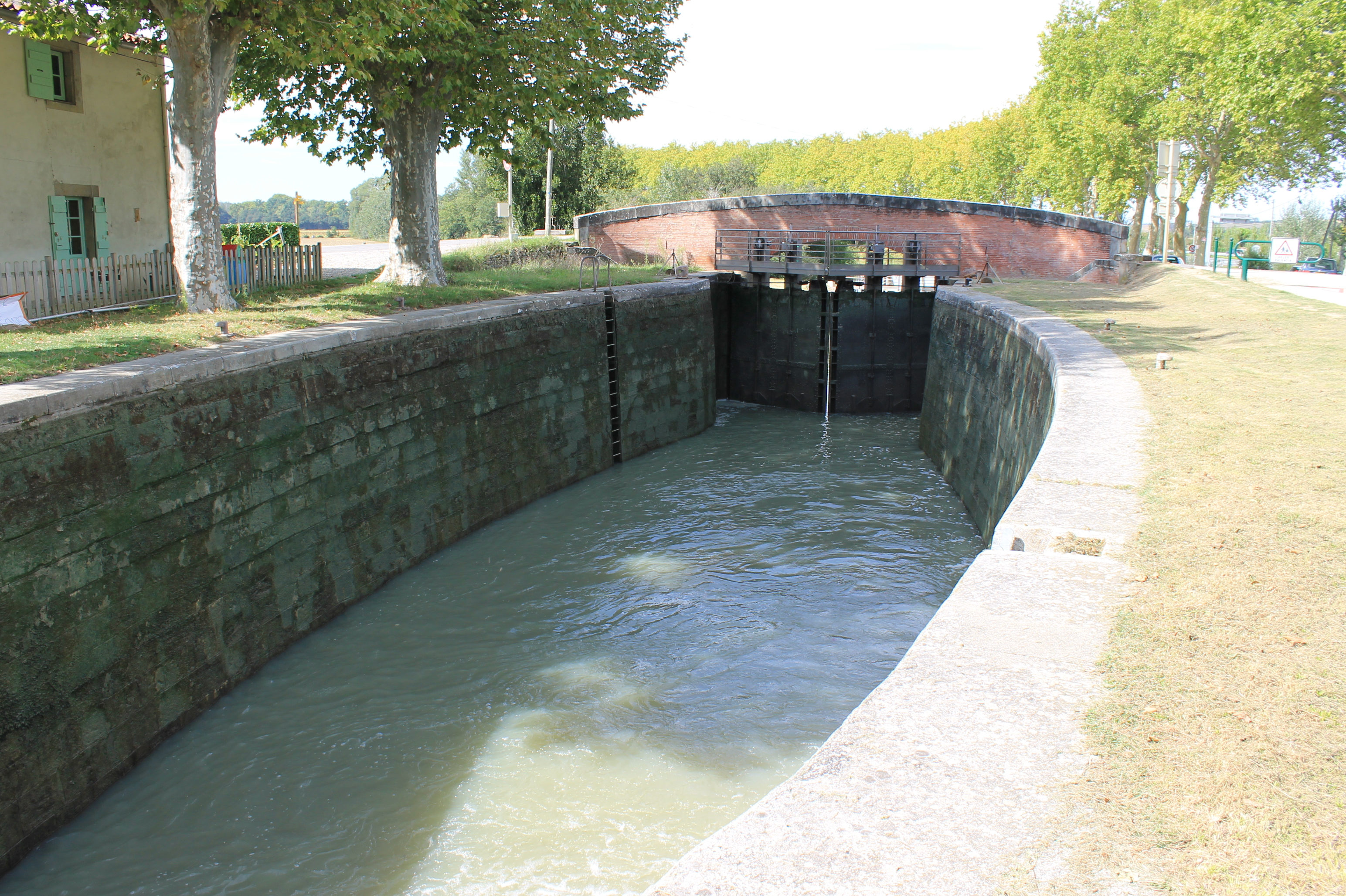
Doppelschleuse Sanglier (Nr. 10)
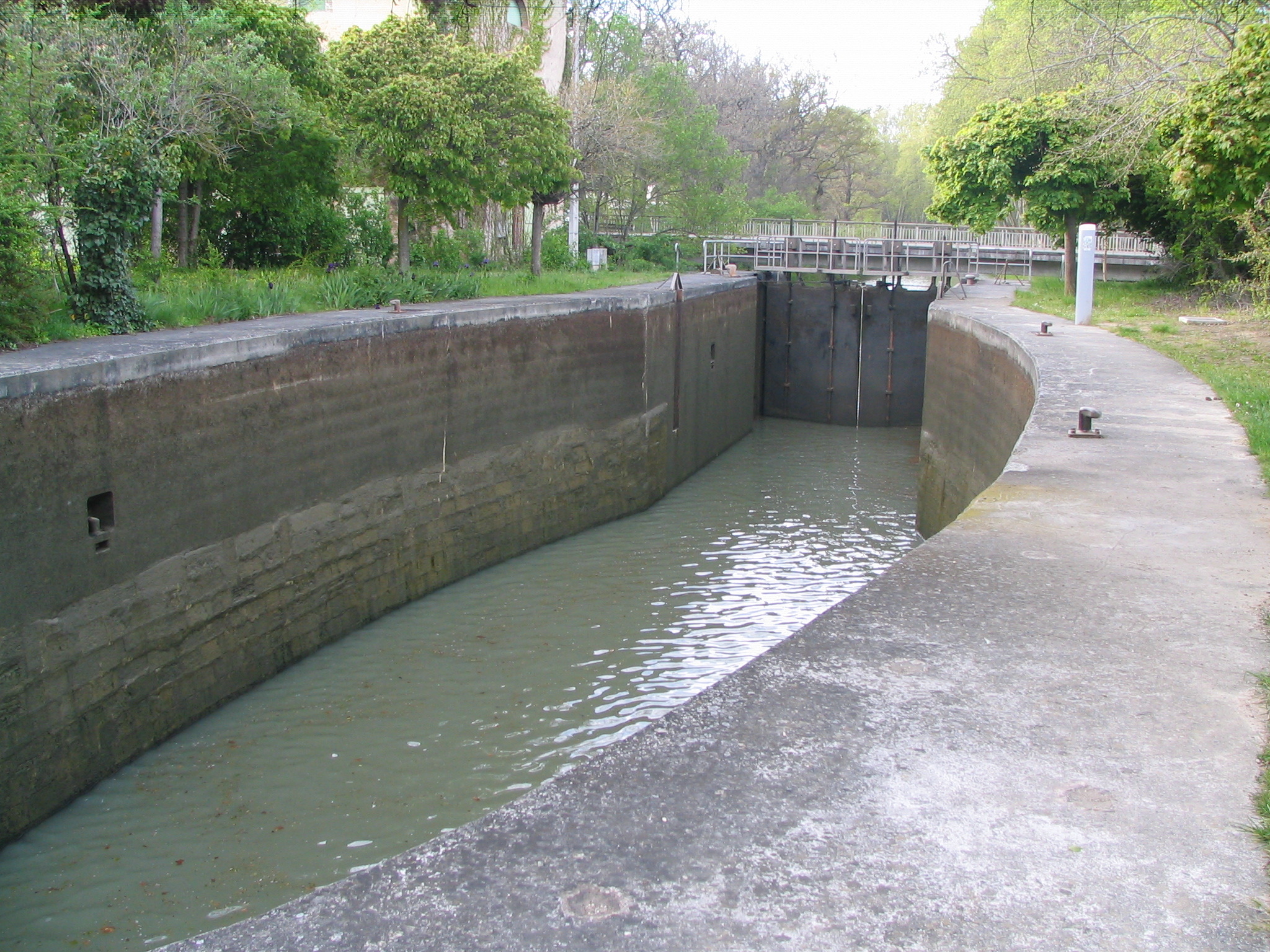
Schleuse Ayguesvives (Nr. 9)